# Коротенко, Валерия Олеговна
Валерия Олеговна Коротенко (азерб. Valeriya Korotenko, род. 29 января 1984 года, Баку, Азербайджанская ССР) — азербайджанская волейболистка, игрок сборной Азербайджана и бакинского клуба «Азеррейл». В 2005 году была избрана лучшим либеро чемпионата Европы по волейболу.

## Биография
Валерия Коротенко родилась 29 января 1984 года в городе Баку. В волейбол начала играть в 1993 году в школьной команде. В 2000 году начала карьеру профессиональной волейболистки в составе бакинского клуба «Локомотив».

## Клубная карьера
- 2000 - 2001 — «Локомотив» Баку
- 2001 - 2007 — «Азеррейл» Баку
- 2007 - 2008 - «Волеро» Цюрих
- 2008 (с февраля) — 2009 — «Фенербахче-Аджибадем» Стамбул [3]
- 2009 - 2018  — «Азеррейл» Баку [4]

## Сборная Азербайджана
В составе сборной Азербайджана с 2000 по 2017 годы провела около 200 игр. Принимала участие в чемпионате мира 2006 года, Мировом Гран-при 2006 года, чемпионатах Европы 2005 года (4-е место), 2007 и 2009 годов, олимпийских квалификационных турнирах 2004 и 2008 годов.

## Достижения

### Клубные
- 2002 год — обладательница Кубка топ-команд ЕКВ в составе клуба «Азеррейл»[5].
- 2007 год — чемпионка Швейцарии в составе клуба «Волеро» (Цюрих).
- 2009 год — чемпионка Турции в составе клуба «Фенербахче-Аджибадем» (Стамбул)[6].
- 2009 год — бронзовый призёр Кубка ЕКВ в составе турецкого клуба «Фенербахче-Аджибадем» (Стамбул)[7].

### Личные
- Лучшая либеро чемпионата Европы 2005 года.
- Лучшая либеро первого этапа Мирового Гран-при 2006 года[8].
- Лучшая принимающая (либеро) Кубка ЕКВ сезона 2008—2009 года[9][10].
- Лучшая либеро Турции 2009 года[11].

## Интересные факты

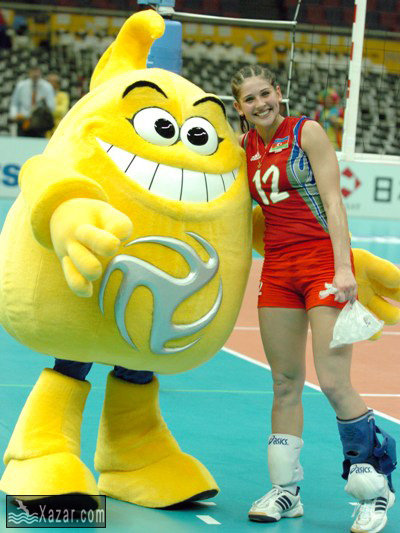
Валерия Коротенко

По итогам опроса, проведённого в апреле 2007 года, азербайджанским спортивным интернет-изданием azerisport.com, либеро волейбольной сборной Азербайджана Валерия Коротенко была избрана секс-символом азербайджанского спорта среди представителей прекрасного пола. За неё проголосовало 40 % опрошенных. Коротенко опередила гимнастку Динару Гиматову, фигуристку Кристин Фрейзер, гандболистку Марину Танкацкую и стрелка Нигяр Багирову.
Валерия Коротенко вместе с Оксаной Пархоменко являются первыми азербайджанскими волейболистками, которые дважды выступали в еврокубковом «Финале четырёх».

## Фотогалерея

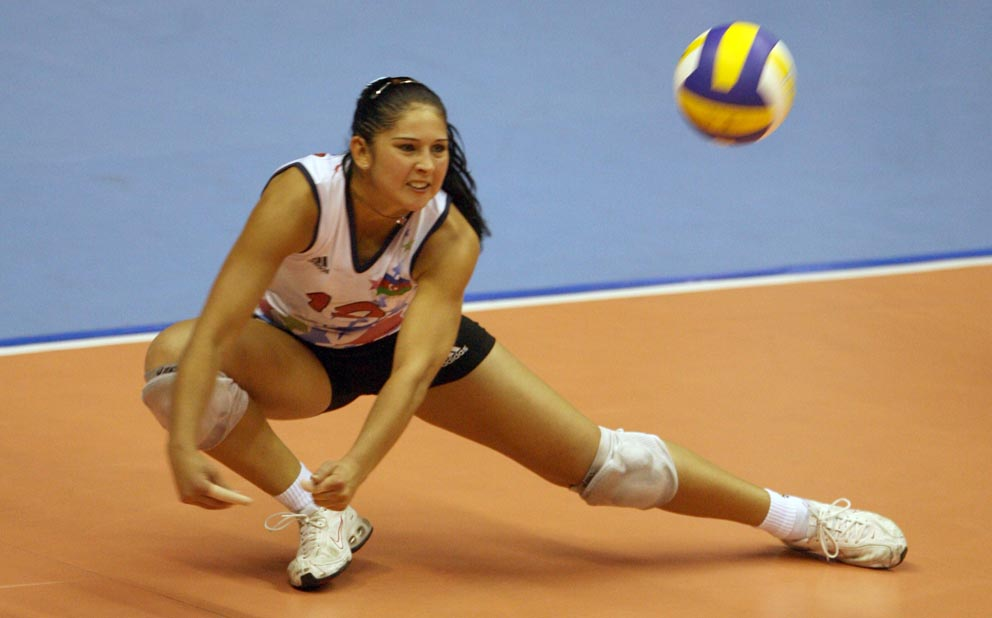
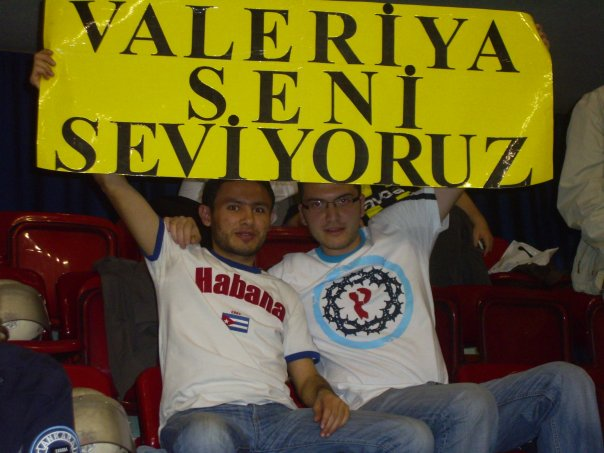
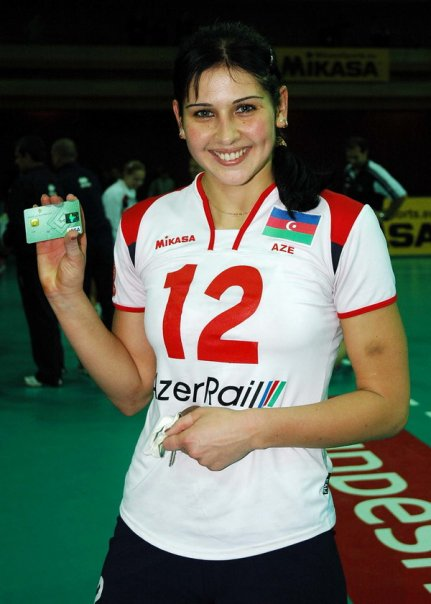
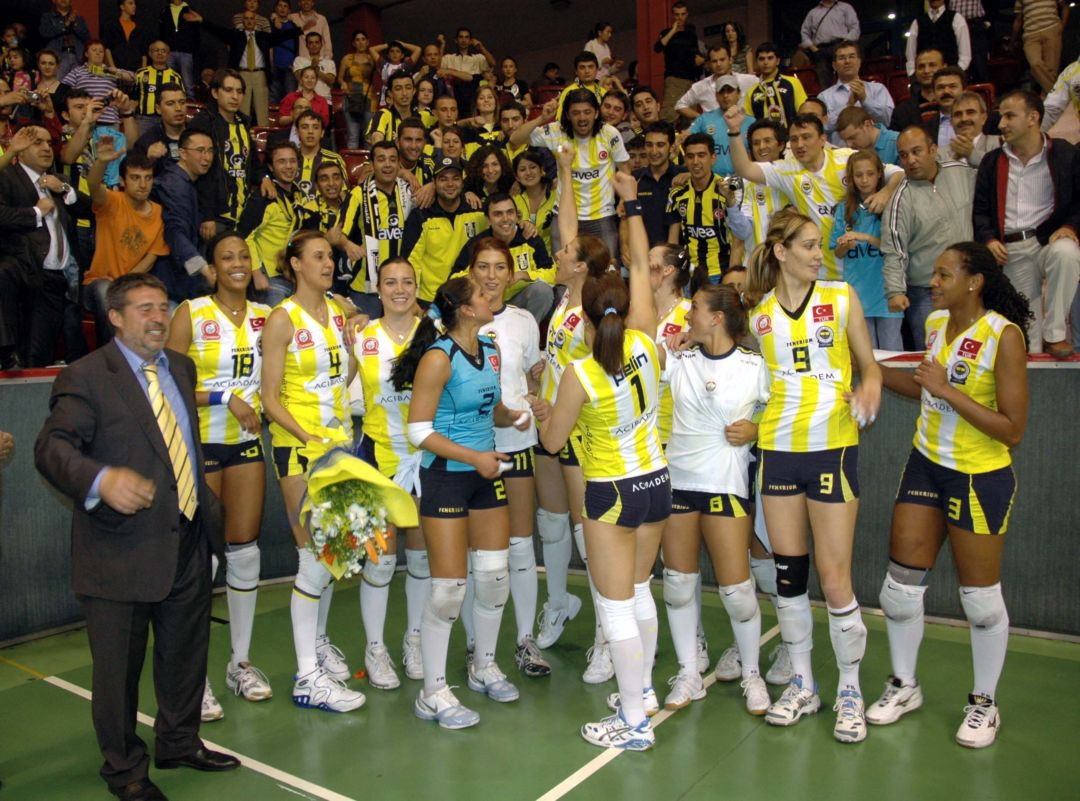